# Силин, Егор Викторович
Егор Викторович Силин (род. 25 июня 1988, Ишим) — российский шоссейный велогонщик, горняк, выступающий за команду Rádio Popular–Boavista.

## Карьера
В велоспорт его привел отец, Силин Виктор Михайлович, в возрасте 8 лет, на тот момент он работал тренером в Ишимском ДЮСШ №4. С первых же стартов Егор показал всем что это российское будущее, маленький, хрупенький мальчик, выступал на уровне, а иногда и гораздо сильнее ребят старше его. Многократный призёр медалей различных достоинств на чемпионате Тюменской области по велоспорту и всероссийских соревнований. После, в возрасте 15 лет, отобрался в центр олимпийской подготовки "Агидель" город Уфа, по результатам которого отобрался в состав сборной России. В молодёжном возрасте Егор Силин успешно выступал в Италии. В 2008 году он стал 7-м в групповой гонке (до 23 лет) чемпионата мира. Пик успехов пришёлся на 2009 год, когда Силин в том числе выиграл этап и стал 8-м в общем зачёте Girobio. Ему также удалось завоевать две бронзовые медали на престижных чемпионатах — уже упомянутой дисциплины мирового первенства, а также в групповой гонке взрослого чемпионата России. На следующий сезон Егор Силин заключил контракт с ведущей российской командой Team Katusha, в которой без особых успехов выступал следующие 2 года. В дебютном профессиональном сезоне он становился 3-м на этапах Критериум ду Дофине и Тура Австрии (дважды), а также впервые проехал взрослую гонку чемпионата мира. В 2011 году Силин остался в шаге от медали в национальном первенстве, и впервые проехал супермногодневку Тур де Франс. В своей последней в том сезоне гонке за российскую команду Егор выиграл горный этап Херальд Сан Тур. Следующий сезон он начал в составе Astana Pro Team где он был лидером нескольких гонок среди которых Тур Средиземноморья и Дауфине либеле где он закончил 20,В том же году он проехал Тур Испании.В 2014 году он снова подписал контракт с Katusha Team  на один год и он показал результаты 10 место на Тур Даун Андер. 
8 место на Тур Медитеранео и 3 место на Дауфине Либере.

## Выступления
| 2007 - 2-й — Gara Ciclistica Millionaria 2008 - 1-й — GP Citta di Felino - 2-й — Gara Ciclistica Millionaria - 6-й — Piccolo Giro di Lombardia - 5-й — Тур Ломбардии 2009 - 1-й — Coppa della Pace - 2-й — GP Palio del Recioto - 3-й — Giro della Valle d'Aosta - 1-й на этапе 4 |  | - 3-й — Trofeo Alcide Degasperi - 7-й — Giro del Belvedere - 8-й — Baby Giro - 1-й на этапе 7 2011 - 1-й на этапе 4 Херальд Сан Тур - 6-й — Три варезенские долины 2014 - 8-й — Тур Средиземноморья - 10-й — Тур Даун Андер |

### Статистика выступлений наГранд Турах
| Гранд Тур | 2011 | 2012 | 2013 |
| --------- | ---- | ---- | ---- |
| Джиро     | -    | -    | -    |
| Тур       | 64   | -    | -    |
| Вуэльта   | -    | 122  | -    |